# Дихромат серебра
Дихрома́т серебра́ (двухромовокислое серебро, бихромат серебра) — неорганическое соединение, 
соль металла серебра и хромовой кислоты с формулой Ag2Cr2O7, 
коричнево-красные кристаллы, 
не растворимые в воде. В растворе имеет красный цвет.

## Получение
- Обменная реакция с растворимой солью серебра:

{\displaystyle {\mathsf {K_{2}Cr_{2}O_{7}+2AgNO_{3}\ {\xrightarrow {}}\ Ag_{2}Cr_{2}O_{7}\downarrow +2KNO_{3}}}}

## Физические свойства
Дихромат серебра образует коричнево-красные кристаллы.
Плохо растворим в воде.

## Химические свойства
- Разлагается в горячей воде:

{\displaystyle {\mathsf {Ag_{2}Cr_{2}O_{7}+H_{2}O\ {\xrightarrow {100^{o}C}}\ Ag_{2}CrO_{4}+H_{2}CrO_{4}}}}